# CA Chacarita Juniors
A CA Chacarita Juniors egy argentin labdarúgócsapat Villa Maipú városában. A egyesületet 1906. május 1-jén alapították és jelenleg a másodosztályban szerepelnek. Színeik a fekete és a piros. Hazai mérkőzéseiknek a 19 000 néző befogadására alkalmas Estadio de Chacarita Juniors ad otthont.
Egyszer nyerték meg az első osztályt: 1969-ben.

## Sikerek
Primera División
- Bajnok (1): 1969 Metropolitano

## Fordítás
Ez a szócikk részben vagy egészben  a   Chacarita Juniors című angol Wikipédia-szócikk fordításán alapul.  Az eredeti cikk szerkesztőit annak laptörténete sorolja fel. Ez a jelzés csupán a megfogalmazás eredetét és a szerzői jogokat jelzi, nem szolgál a cikkben szereplő információk forrásmegjelöléseként.